# Eparquia de Moscou
A Eparquia de Moscou (em russo:  Московская Епархия, transl. Moskovskaya Yeparkhiya) é uma unidade territorial eclesiástica e administrativa da Igreja Ortodoxa Russa dentro dos limites da cidade de Moscou. A eparquia é chefiada pelo Patriarca de Moscou e de Toda a Rússia.

## História
A eparquia de Moscou existe oficialmente desde 1461, ou seja, desde a época da adesão à sé moscovita de Teodósio Bivaltsev, que se tornou o primeiro metropolita de Moscou e assumiu o título "de Toda a Rússia". Antes dele, os metropolitas, embora vivessem permanentemente (desde 1325) em Moscou, eram intitulados "de Kiev e Toda a Rússia".
Em 1589 foi estabelecido o Patriarcado. Moscou torna-se a capital do patriarca, a eparquia de Moscou é convertida na província Patriarcal.
Em 1700, após a morte do patriarca Adriano, a província patriarcal foi governada por outros bispos diocesanos.
Em 1721 o patriarcado foi abolido.
De 1721 a 1742, a eparquia de Moscou esteve sob o controle do Santo Sínodo Governante.
Em 1º de setembro de 1742, as eparquias de Moscou e São Petersburgo foram separadas da província sinodal. A eparquia recriada de Moscou incluía, além de Moscou, cidades próximas a Moscou num raio de até 125 verstas, bem como Balakhna, Borisoglebsk, Kaluga, Kostroma, Penza, Pereslavl-Zalesski, Saransk, Tambov e outras.
Em 1799, a eparquia de Kolomna, até então independente, juntou-se à eparquia de Moscou como vicariato.
Em 1917, o patriarcado foi restaurado. A eparquia de Moscou torna-se uma província patriarcal governada por vigários patriarcais com o título de metropolitas de Krutitski (desde 1919). Contudo, em 1934, quando “já não havia qualquer esperança de realizar um sínodo nos próximos anos e eleger um patriarca”, o lugar-tenente patriarcal adjunto, metropolita Sérgio Stragorodski de Nizhni Novgorod assumiu o título de “Sua beatitude metropolita de Moscou e Kolomna”. Ele manteve este título, sem precedentes para o Patriarcado de Moscou, até setembro de 1943, quando recebeu pessoalmente permissão de José Staline para realizar o sínodo episcopal em um “ritmo bolchevique”.
Em conexão com a incorporação de novos territórios em Moscou, de acordo com a Resolução do Conselho da Federação de 27 de dezembro de 2011 nº. 560-SF “Sobre a aprovação de mudanças na fronteira entre as entidades constituintes da Federação Russa, a cidade de federal significado Moscou e a região de Moscou”, as paróquias localizadas nesses territórios são transferidas para a subordinação canônica do patriarca de Moscou como bispo diocesano da cidade de Moscou.
Até 2021, no uso comum do Patriarcado de Moscou, a eparquia de Moscou às vezes significava sua parte sem a cidade de Moscou, ou seja, dentro do território do Oblast de Moscou. Esta parte também foi chamada de eparquia regional de Moscou ou eparquia de Moscou (oblast). A parte da eparquia de Moscou dentro das fronteiras de Moscou era frequentemente chamada de eparquia da cidade de Moscou, eparquia urbana de Moscou ou eparquia de Moscou (cidade).
Em 13 de abril de 2021, o Santo Sínodo da Igreja Ortodoxa Russa separou cinco novas eparquias da eparquia regional de Moscou, unindo-as na recém-criada metrópole de Moscou sob o controle do metropolita de Krutitski e Kolomna. A eparquia da cidade de Moscou não foi incluída na metrópole recém-criada.

## Designações
Lista dos nomes que a eparquia teve durante a sua existência:
- Eparquia de Moscou da metrópole de Kiev e Toda a Rússia de 1325 ao séc. XIV.

- De 1589, formou a província Patriarcal da metrópole de Moscou e Toda a Rússia (de 3 de maio de 1461).

- De 14 (25, de acordo com o calendário gregoriano) de fevereiro de 1721 foi província sinodal.
  - Eparquia de Moscou e Vladimir (de 1 (12) de setembro de 1742);
  - Eparquia de Moscou e Sevskaia (de 10  (21)  de março de 1748);
  - Eparquia de Moscou e Kaluga (de 13 (24)  de janeiro de 1764);
  - Eparquia de Moscou e Kolomenskaia (de 16 (27)  de outubro de 1799).
- De 21 de novembro (4 de dezembro) de 1917, tornou-se a província Patriarcal.

## Episcopado
- Cirilo (2009 - presente) - Patriarca de Moscou e Toda a Rússia.

## Estrutura e organização

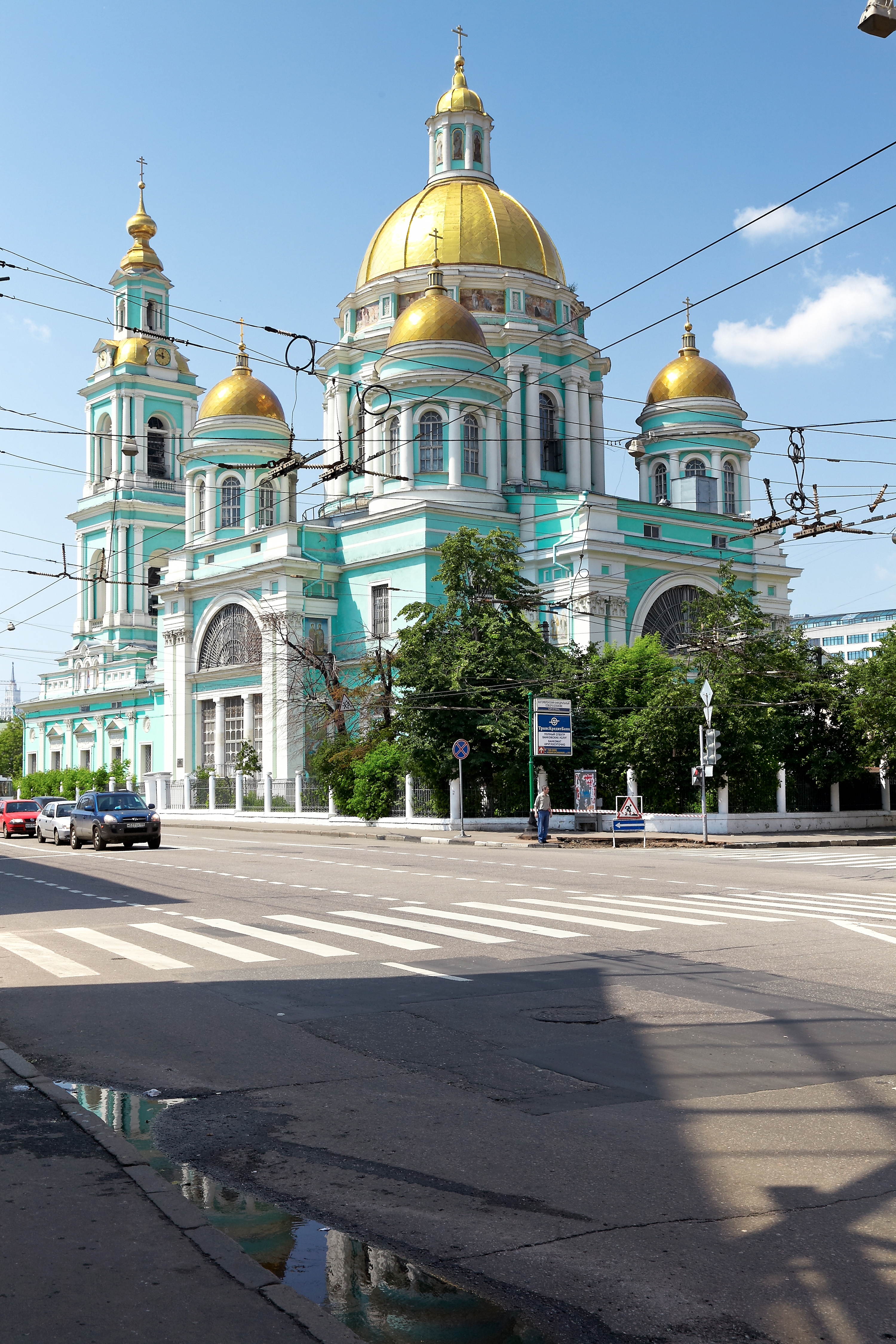
A Catedral da Epifania é a segunda igreja catedral da eparquia, construída em 1938-1991.

### Administração diocesana
A última assembleia diocesana da cidade de Moscou aconteceu no dia 20 de dezembro de 2023. Lá, o patriarca Cirilo entregou um relatório contendo um relatório sobre as atividades do clero da cidade e do seu bispo governante durante o ano, bem como novos dados estatísticos sobre a vida eclesial da cidade.

### Vicariatos e decanatos
No final de 2011, foram criados vicariatos na eparquia e foi tomada a decisão de desagregar os 13 decanatos existentes, cujos limites foram determinados principalmente em 1996. Em maio de 2012, como resultado da divisão, o número de reitorias chegou a 27, incluindo 4 reitorias nos novos territórios de Moscou. Além disso, a eparquia inclui um reitor de paróquias estauropegiais e metochions patriarcais fora da cidade de Moscou.
Os dez vicariatos da cidade de Moscou correspondem aos distritos administrativos da cidade em termos de território e nomes, sendo o único desvio desta ordem que o vicariato do Noroeste inclui, além do distrito administrativo do Noroeste, o distrito administrativo de Zelenograd, e nos novos territórios transferidos para Moscou, foi criado um vicariato. Cada um dos vicariatos reúne dois ou três decanatos, exceto o vicariato central, que reúne seis decanatos.

### Catedrais
A eparquia possui duas catedrais:
- Catedral de Cristo Salvador, a igreja patriarcal;
- Catedral da Epifania, a igreja vicarial.